# Seigneurie de Nestier
Pour un article plus général, voir Nestier.

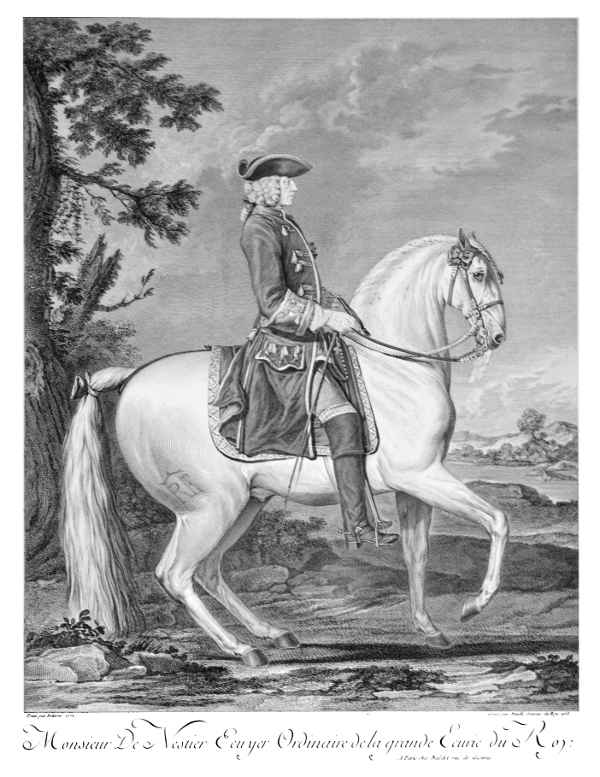
Louis de Cazaux, seigneur de Nestier.

La seigneurie de Nestier, au Moyen Âge et sous l'Ancien Régime, est des plus classiques. Elle est issue de l'organisation territoriale locale et du régime d'exploitation des terres qui ont prévalu au cours des siècles dans notre région rurale depuis l'époque aquitano-romaine.
La seigneurie de Nestier est à la fois foncière et banale, reposant en partie sur la puissance foncière mais aussi et surtout sur le droit de ban depuis le XIe siècle. Les seigneurs de Nestier sont propriétaires des terres, détenant la propriété éminente et tirant directement les ressources de celles constituant la réserve seigneuriale. La tenure est exploitée comme propriété utile par les paysans. La gestion et l'entretien de ces terres sont précisés dans certains documents entreposés aux Archives départementales,.
Par ailleurs, les seigneurs de Nestier détiennent le contrôle de la justice haute, moyenne et basse, une marque importante de la seigneurie banale qui concerne essentiellement, peu avant la Révolution, les affaires de voisinage, l'utilisation des chemins ou le bornage des champs.
La seigneurie de Nestier a été marquée à l'époque moderne par deux personnages centraux : François de Saint-Paul et Louis de Cazaux, le premier grand officier des armées de Louis XIV et gouverneur du Val d'Aran, le second grand maître de l'école de cavalerie de Versailles et écuyer cavalcadour de Louis XV.

## Origines
Au XIe siècle, en 1033, le premier seigneur villageois cité est « B. de Nestier » (Bernard ?) présenté comme garant des engagements pris sur l'autel de Saint-Pé-de-Bigorre dans le cadre d'un accord avec le comte de Bigorre, par le vicomte de Labarthe après sa défaite.
Un siècle plus tard, en 1140, le deuxième seigneur cité est « Raimondus de Nestier » qui intervient dans une donation faite par un autre vicomte de Labarthe au monastère de Bonnefont (Acte de Bonnefont : 1140 - 1141).
Au début du XIVe siècle, les seigneurs de Nestier sont enrôlés sous la bannière d'Arnaud Guilhem de Barbazan. « Dans un titre qui est dans les Chartes du Roi, à Pau, intitulé : la Montre des Alliés et Confédérés des comtes de Foix, en 1338, les seigneurs de Barbazan, d'Asté, de Villepinte, de Nestier, d'Argelès, de Lansac, de Luppé, etc. servaient sous la bannière d'Arnaud Guilhem, seigneur de Barbazan ».
Plus tard encore, trois familles seigneuriales marquent l'histoire villageoise : les familles « d'Arcizas », « de Saint-Paul » et « de Cazaux ».

## Famille «d'Arcizas»

### Blanchefleur de Nestier
Première dame de Nestier citée à l'époque du bas Moyen Âge. Sœur de Guiraud de Nestier. Mariée en premières noces à Géraud de Montsérié. Épouse en 1448 (1440 selon certains auteurs locaux), en secondes noces, Raymond d'Arcizas dont les ancêtres, originaires de la vallée d'Aure, s'étaient illustrés dès le XIe siècle dans les guerres contre les Sarrazins. Selon d'autres sources, dans la généalogie des seigneurs de Montsérié en particulier, un certain Raymond aurait épousé Blanchefleur qui lui aurait donné deux fils : Guillaume et Jean. Par ailleurs, il existerait un testament de Raymond Garcie datant de 1503 en faveur de la même dame qu'il aurait épousée en 1468. Le Glanage de Larcher précise, quant à lui, un contrat de mariage daté de 1496 entre Odet d'Orbessan et Blanchefleur de Nestier, celle-ci portant le prénom de sa grand-mère, épouse de Raymond d'Arcizas.

### Raymond d'Arcizas
écuyer, seigneur d'Arcizas, de Nestier et autres places. Sa devise : « D'Arcizas, jamais las ! ». Ses ancêtres ont servi au siècle précédent (XIVe) contre l'Anglais sous la bannière d'Arnaud-Guilhem, seigneur de Barbazan-Dessus, allié des comtes de Foix. Par acte du 30 décembre 1450, il acquiert les terres de La Broquerre en Comminges. Marié à Blanchefleur de Nestier, il a pour fils et successeur : Manaud d'Arcizas.

### Manaud d'Arcizas
écuyer, seigneur d'Arcizas, de Nestier, la Broquerre et autres places. Il aura trois fils : Géraud, Raymond-Garcie et Thibaut. Le premier formera la branche des seigneurs de Nestier alors que le second formera la branche des seigneurs de La Broquerre.

### Géraud d'Arcizas
écuyer, seigneur de Nestier, fils de Manaud. Il a pour fils et successeurs : Jean et Géraud. Ce dernier formera la branche des seigneurs de La Batut-d'Estansan.

### Jean d'Arcizas
écuyer, seigneur de Nestier, fait son testament le 17 mars 1547 par lequel il nomme pour son héritier universel Charles, son fils. Celui-ci étant décédé sans enfant, la branche aînée des seigneurs de Nestier s'éteindra avec lui. Les terres de Nestier et autres places passeront à Catherine d'Arcizas, sa sœur, mariée à Macaire de Saint-Paul.

### Catherine d'Arcizas
épouse Macaire de Saint-Paul en 1550.

## Famille de Saint-Paul

### Macaire de Saint-Paul
Seigneur de Nestier et de Bugard en Bigorre, il fait bâtir le château « Eth Castèth » en 1550. Notable éminent du Pays de Comminges, il est un latiniste réputé, traducteur des Bucoliques de Virgile. Il est un des acteurs principaux d'un événement local appelé «le dîner de Cuguron», une gasconnade relative à un repas officiel où finalement chaque invité paye son écot. François Bourthoumieu, son fils, lui succède.

### François Bourthoumieu de Saint-Paul
« laissa le renom d'un vaillant homme de guerre ». Son fils, François de Saint-Paul, lui succède.

### François de Saint-Paul[15],[16]

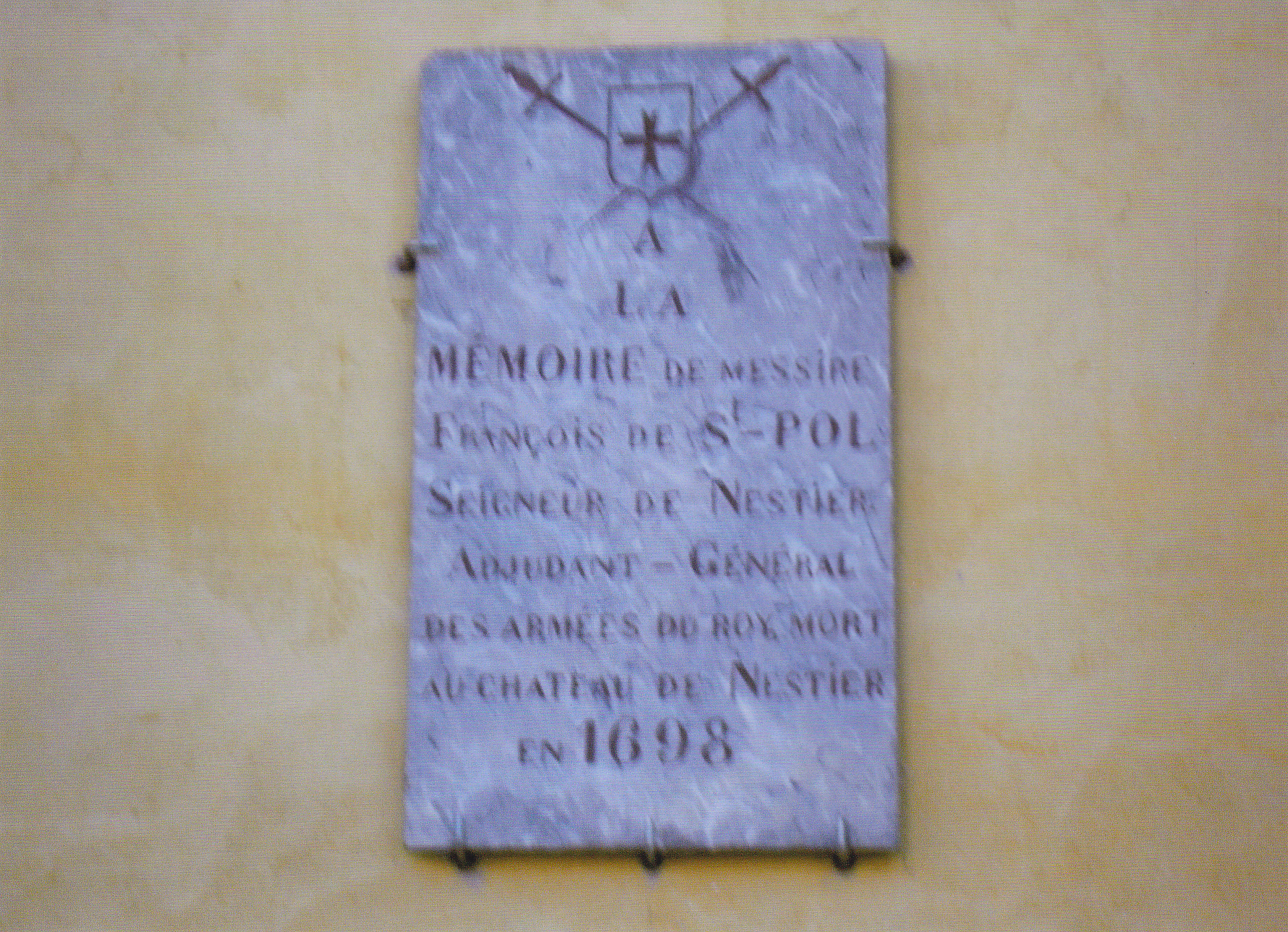
Plaque à la mémoire de François de Saint-Paul, grand officier des armées de Louis XIV, dernier gouverneur du Val d'Aran.

seigneur de Nestier et de Bugard en Bigorre. Lieutenant-colonel du Régiment d'Auvergne en 1644. Maréchal de bataille dans l'armée d'Italie, en 1645 puis maréchal de camp en 1646. Dernier gouverneur du Val d'Aran en 1648,,,,, appelé « le maréchal de Nestier, gouverneur des armes d'Aran pour la France ». En 1649, maréchal de camp dans l'armée de Catalogne sous le duc de Mercœur. Liens de parenté avec les familles d'Agut de Saint-Lary et de Ségure d'Arreau. François de Saint-Paul épouse, en 1652, Mlle de Siran dont il a un fils et une fille Magdeleine. Par acte notarié du 31 mai 1653, il acquiert plusieurs immeubles et une rente des habitants de Montoussé, la seigneurie dont il était déjà possesseur en 1647 lui ayant été vendue sous pacte de rachat par cette même communauté de Montoussé. Il meurt en 1698 et est enterré dans l'église de Nestier.

### Magdeleine de Saint-Paul
épouse en 1676 Hugues de Cazaux, seigneur de Laran. Elle apporte en dot les terres de Bugard et de Nestier dont son mari prend le nom.

## Famille de Cazaux

### Hugues de Cazaux
Seigneur de Laran, marié en 1676 à Magdeleine de Saint-Paul, il devient ainsi propriétaire des terres de Nestier. Deux de ses quatre enfants deviendront célèbres : Jean-François, chef de Brigade, chevalier de Saint-Louis ; et Louis, grand écuyer royal.

### Jean-François de Cazaux
Né le 20 avril 1677, mort le 3 janvier 1744 au château de Nestier. Page dans la Grande Écurie du roi Louis XV en 1699, lieutenant de cavalerie dans le régiment du prince Charles, capitaine et major en 1711, lieutenant-colonel en 1719, chef de brigade de la Compagnie de Villeroy, général de brigade et chevalier de Saint-Louis en 1736. Il fait ses preuves de noblesse devant les Capitouls le 7 avril 1689 et devant M. le Pelletier, intendant de Montauban, le 28 janvier 1700. Il dénombre ses fiefs de Nestier, Montoussé, Bugard, et autres places alors que le 20 octobre 1718 les terres et seigneuries de Hitte et Orignac sont vendues.

### Louis de Cazaux
Né en 1684, mort à Versailles en 1754. Page de la Grande Écurie, nommé écuyer cavalcadour le 20 mars 1727. Écuyer ordinaire par provision le 12 décembre de la même année. En 1734, il est capitaine des chasses du roi. Il se trouve à la tête, par ancienneté et par mérite, des écuyers ordinaires. Louis XV le nomme alors son Premier écuyer cavalcadour. Capitaine du haras du roi par provision du 10 mai 1742, il devient titulaire de la charge le 1er mai 1743. Le 3 janvier 1744, Louis de Cazaux perd son frère Jean-François qui lui laisse les terres et la seigneurie de Nestier. Les charges de cette succession et les dépenses de la campagne de 1745, terminée par la bataille de Fontenoy, l'obligent à faire des sacrifices. Résolu à rester à Versailles, il fait vendre le mobilier du château de Nestier aux enchères le 5 octobre 1745. Le 30 avril 1753, Louis de Cazaux vend la seigneurie de Nestier à M. de Lassus avec tous ses droits, justice haute, moyenne et basse,.

Louis de Cazaux figure dans un tableau d'Oudry : « Une chasse de cerf ». 

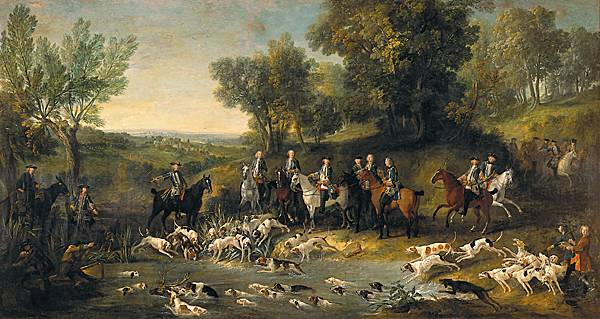
Louis XV chassant le cerf dans la forêt de Saint-Germain, Monsieur de Nestier montrant au roi la bête aux abois.

 Pendant longtemps, la position académique s'est, pour ainsi dire, incarnée dans la personne de Nestier et l'expression C'est un Nestier caractérisait cette allure du cavalier sur sa monture,,. Par ailleurs, dans le tableau de Delarue, gravé en 1753 par Jean Daullé, la botte que porte Nestier va s'élargissant du haut et emboîte complètement le genou. Elle est toute différente de la botte molle adoptée depuis au manège de Versailles. Elle porte le nom de botte à la Nestier. De plus, on a appelé mors à la Nestier, ou encore mors à tire-bouchon, un mors à branches très courtes et à embouchure brisée avec canons droits, dits canons simples. Nestier avait substitué ce mors, qui est très doux, aux mors jusqu'alors en usage,,,. Par ailleurs, il sera fait référence également dans le langage équestre à la bride à la Nestier. Enfin, concernant le tableau de Delarue, celui-ci a été repris comme logo de l'association française du cheval lusitanien (AFCL) qui regroupait, dans les années 2000, une cinquantaine de centres équestres.
Les seigneurs de Nestier sont inhumés dans la chapelle du château moyenâgeux devenue l'église paroissiale aujourd'hui. Il en est ainsi de François de Saint-Paul mort en 1698 et enterré dans l'église de Nestier, de Madame de Saint-Paul ensevelie en 1744 dans l'église paroissiale, de Jean-François de Cazaux enseveli également dans l'église sépulture de ses ancêtres,.

## Armoiries seigneuriales
| Blason | Blasonnement : D'azur à un cygne d'argent nageant sur une rivière du même, ondée de quatre filets du champ. |

En 1440, Blanchefleur, héritière de la maison de Nestier, épouse Raymond d'Arcizas dont les ancêtres, originaires de la vallée d'Aure, s'étaient illustrés dès le XIe siècle dans les guerres contre les Sarrazins. En référence à ces épisodes guerriers, les armes de Raymond d'Arcizas portent un merle blanc sur champ d'azur.
Dans un Manuscrit de l'Histoire des Vallées d'Aure, un seigneur d'Arcizas, « étant au service d'un roi d'Aragon contre les Maures, avait proposé une entreprise extrêmement difficile et périlleuse, que le roi, la regardant impossible, lui promit un merle blanc s'il parvenait à l'exécuter, et qu'ayant effectivement réussi, il prit pour arme : un merle blanc sur un champ d'azur ».
Dans le Recueil d'héraldique de Messire de Neuville, on peut noter ces lignes : « NESTIER (Commingeois et Quatre-Vallées) : écu d'azur à la fasce ondée d'argent, chargée d'un cygne de même. » 
En 1646, l'intendant Legendre écrit : « Les armoiries des Cazaux de Nestier étaient d'azur à quatre pointes de giron d'or, mouvante du bas de l'écu, à une divine ondée d'argent sommée d'un cygne de même. »
Selon la légende locale, le « Cygniné » de Nestier aurait été réalisé par Macaire de Saint-Paul, réputé latiniste, qui aurait voulu ainsi honorer Virgile dit le Cygne de Mantoue, après en avoir traduit les Bucoliques.

## Habitat seigneurial

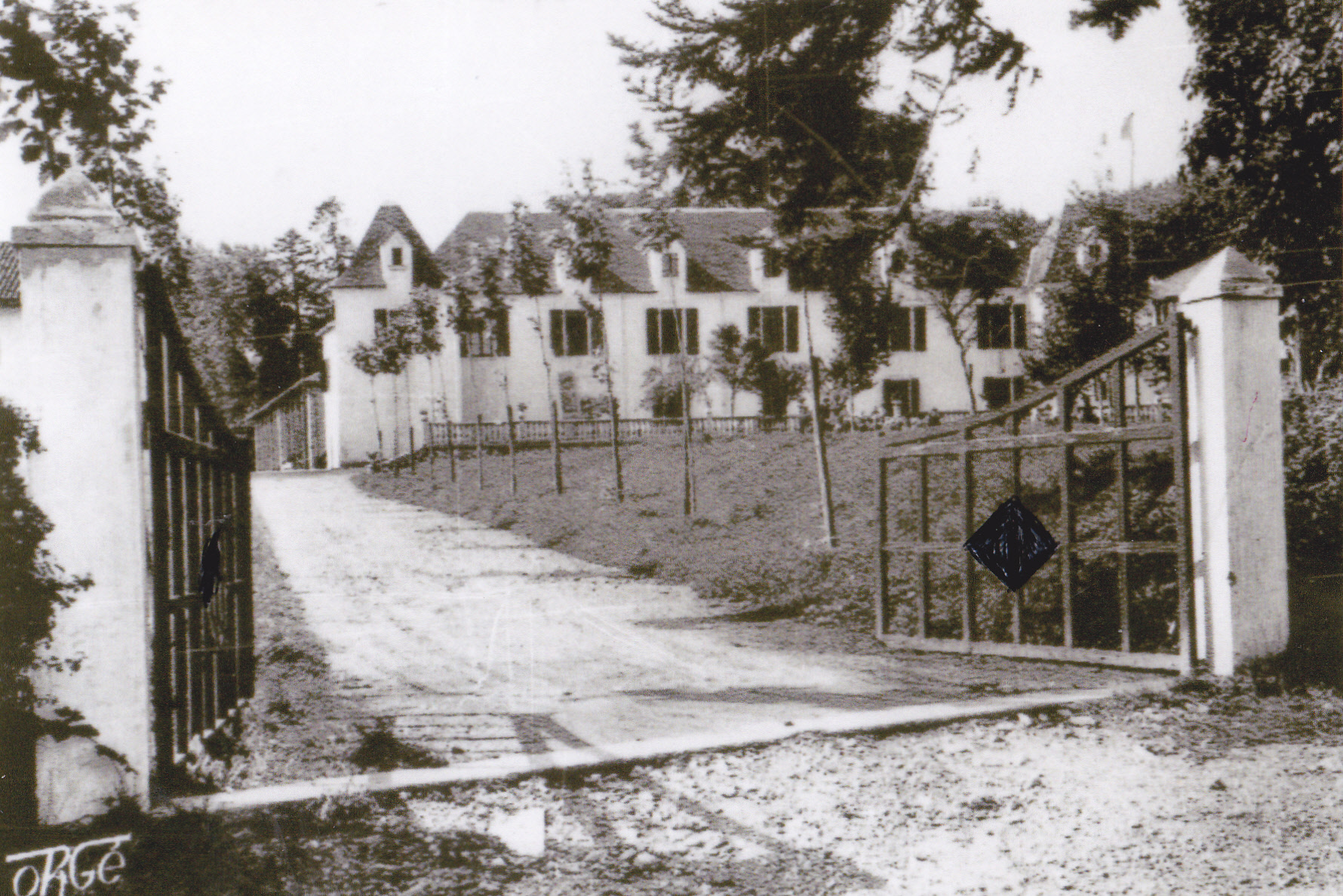
Le château « Eth Castèth » dans les années 1950.

Nestier a eu trois châteaux différents selon les époques : le château primitif le Castéra, le château du Moyen Âge ou château fort sur motte appelé Eth Castérot et le château moderne Eth Castèth.
Le Castéra est une enceinte fortifiée qui s'avance sur la vallée de la Neste au débouché du Vallon de Bouchère, couvrant ainsi le camp retranché du Mont Ergé situé à trois kilomètres à l'ouest. La description et la localisation de cette enceinte fortifiée sont parfaitement précisées dans certains documents. Selon certains auteurs locaux, ce lieu fortifié allait voir plus tard l'édification d'un des plus vieux manoirs seigneuriaux construit en colombage et en terre pilée dont l'architecture générale est décrite par Viollet-le-Duc dans son ouvrage,.
Le Castérot, fortification modeste contenant l'habitat villageois, est composé essentiellement d'une tour-réduit protégée par une enceinte et dépendante de la chapelle qui a donc une fonction proche de celle du donjon. Le clocher actuel, restauré en 1901, aurait été bâti sur les ruines de cette tour ou donjon primitif. Par ailleurs, le nom Castérot est encore employé en cette fin du XXe siècle par certaines personnes âgées du village pour désigner le secteur délimité par l'église paroissiale et la propriété privée voisine appelée château « Es Bessous ».
Quant au dernier château, Eth Castèth, il est construit dans la plaine en 1579 au-dessous de la butte du Castéra,,. Constitué d'une sobre façade cantonnée de deux pavillons, il appartiendra successivement aux « de Saint-Paul » puis aux « de Cazaux » et à partir de 1753 aux « de Lassus ». Il sera en particulier le cadre de réceptions remarquables organisées par les « de Cazaux » dans la grande salle du premier étage décorée de six belles tapisseries de Flandre données par le cardinal Mazarin à François de Saint-Paul.